# 科摩罗国徽
科摩羅国徽為圓形。中心圖案為繪有四顆五角星（代表構成科摩羅的四個島）的新月，其後為太陽。法語和阿拉伯語的國名書於其外。外環以橄欖枝條。綬帶上書以國家格言「Unité, Solidarité, Développement（統一、团结、发展）」。